# HD 206540
HD 206540，又名BD+10 4604，SAO 107340、HR 8292，是一颗恒星，视星等为6.09，位于銀經66.11，銀緯-30.53，其B1900.0坐标为赤經21h 37m 39.8s，赤緯+10° -30.53′ 6″。